# Sam Laidlow
Sam Laidlow, né le 23 décembre 1998 à Oakley dans le Bedfordshire (Angleterre) est un triathlète français. En 2023, il remporte à 24 ans le championnat du monde d'Ironman à Nice. Il est le premier Français de l'histoire à remporter l'épreuve et le plus jeune vainqueur sur cette compétition internationale. 

## Biographie

### Jeunesse
Sam Laidlow naît en Angleterre et grandit en France dans les Pyrénées-Orientales dès l'âge de trois ans. Ses parents fondent un camp d’entraînement au triathlon à Amélie-les-Bains. Il suit un parcours sportif classique dans sa région, au travers des clubs, Aquasport Saint-Cyprien et Triathlon catalan et poursuit une scolarité en sport-étude en rejoignant la section sportive scolaire de Font-Romeu pour ses années de lycée. Très rapidement, il se tourne vers le triathlon longue distance qu'il affectionne plus particulièrement.

### Carrière en triathlon
En 2017, il gagne son premier triathlon longue distance dans sa région d'adoption, le « Bearman » qui se déroule sur les routes du Vallespir. Deux ans plus tard, en 2019, il remporte le Lakesman Triathlon, compétition sur distance ironman en Grande-Bretagne. En s'imposant largement sur l'épreuve, il laisse apparaître des capacités remarquables pour ce type d'épreuves sportives. Il enchaîne avec son premier Ironman à Barcelone, qu'il termine en 8 h 5, il est alors âgé de 20 ans.
En 2021, il remporte la première édition du Tradeinn International Triathlon en Espagne, épreuve support du championnat d'Espagne longue distance. À 22 ans, se consacrant uniquement aux courses longues distances, il remporte la compétition avec maîtrise et passe la ligne d'arrivée en vainqueur avec sept minutes d'avance sur son premier poursuivant . Il participe à l'Ironman Royaume-Uni où il domine la course jusqu'au 10e kilomètre du marathon, rattrapé par le Britannique Joe Skipper qui s'empare de la première place du podium. Second à huit minutes du vainqueur, il obtient sa qualification pour les championnats du monde d'Ironman 2021. Il prend également, la même année, la seconde place des championnats de France de triathlon longue distance derrière Clément Mignon.
En quête de la réalisation d'un rêve d'enfant qui consiste à gagner les championnats du monde d'Ironman à Hawaï, il s'impose des règles d'entraînement et de conduite pour aboutir à cette réalisation. Prenant le temps de se remettre d'une blessure au pied, il participe aux championnats du monde d'Ironman 2021 à Saint-George dans l'Utah. Il prend la 8e place, synonyme de qualification pour l'édition 2022, qui retrouve le site historique dans les îles d'Hawaï après deux années d'interruption pour cause de crise sanitaire. La course masculine voit le Norvégien Gustav Iden succéder, en établissant un nouveau record de l'épreuve, à son compatriote Kristian Blummenfelt sur la plus haute marche du podium.
Sam Laidlow réalise toutefois la meilleure performance française de l'histoire de la compétition. En se hissant sur la seconde marche et prenant le titre de vice-champion du monde, il établit un nouveau record sur le segment vélo en ramenant la marque à 4 h 4 min 36 s et réalise un temps final de 7 h 42, meilleur temps d'un triathlète français sur l'épreuve internationale.
Le 10 septembre 2023, il remporte le championnat du monde d'Ironman à Nice en 8 h 6 min 22 s, il est le premier Français à remporter la prestigieuse épreuve internationale.
Le 14 juillet 2024, il participe à l'Ironman Vittoria-Gasteiz pour valider sa qualification aux championnats du monde d'Ironman 2024 à Kailua-Kona. Malgré sa  disqualification à la fin du parcours vélo pour avoir omis de purger une pénalité pour drafting, l'organisation Ironman  valide sa qualification.
Le 28 juillet 2024, il remporte l'étape londonienne du T100 Triathlon World Tour  en 3 h 13 min 38 s. Il termine l'épreuve avec le meilleur temps vélo de l'épreuve.

## Palmarès
Le tableau présente les résultats les plus significatifs (podium) obtenus sur le circuit national et international de triathlon depuis 2017.
| Année | Compétition                                         | Pays        | Position          | Temps           |
| ----- | --------------------------------------------------- | ----------- | ----------------- | --------------- |
| 2025  | Challenge Roth                                      | Allemagne   | Médaille d'or     | 7 h 29 min 35 s |
| 2024  | Étape du T100 de Ibiza                              | Espagne     | Médaille d'argent | 3 h 12 min 2 s  |
| 2024  | Étape du T100 de Londres                            | Royaume-Uni | Médaille d'or     | 3 h 13 min 38 s |
| 2023  | Championnats du monde d'Ironman Nice                | France      | Médaille d'or     | 8 h 6 min 22 s  |
| 2023  | Challenge Londres                                   | Royaume-Uni | Médaille d'or     | 3 h 29 min 31 s |
| 2023  | Challenge Gran Canaria                              | Espagne     | Médaille d'or     | 3 h 40 min 27 s |
| 2022  | Championnats du monde d'Ironman Kailua-Kona         | États-Unis  | Médaille d'argent | 7 h 42 min 0 s  |
| 2021  | Tradeinn International Triathlon                    | Espagne     | Médaille d'or     | 8 h 36 min 29 s |
| 2021  | Championnats de France de triathlon longue distance | France      | Médaille d'argent | 4 h 9 min 4 s   |
| 2021  | Ironman Royaume-Uni                                 | Royaume-Uni | Médaille d'argent | 8 h 51 min 40 s |
| 2021  | TriGames Cagnes-Sur-Mer                             | France      | Médaille d'argent | 4 h 9 min 4 s   |
| 2019  | Lakesman Triathlon                                  | Royaume-Uni | Médaille d'or     | 8 h 21 min 0 s  |
| 2017  | Bearman Xtreme Triathlon                            | France      | Médaille d'or     | 12 h 7 min 8 s  |